# Iglesia de Jesucristo (Cutlerita)

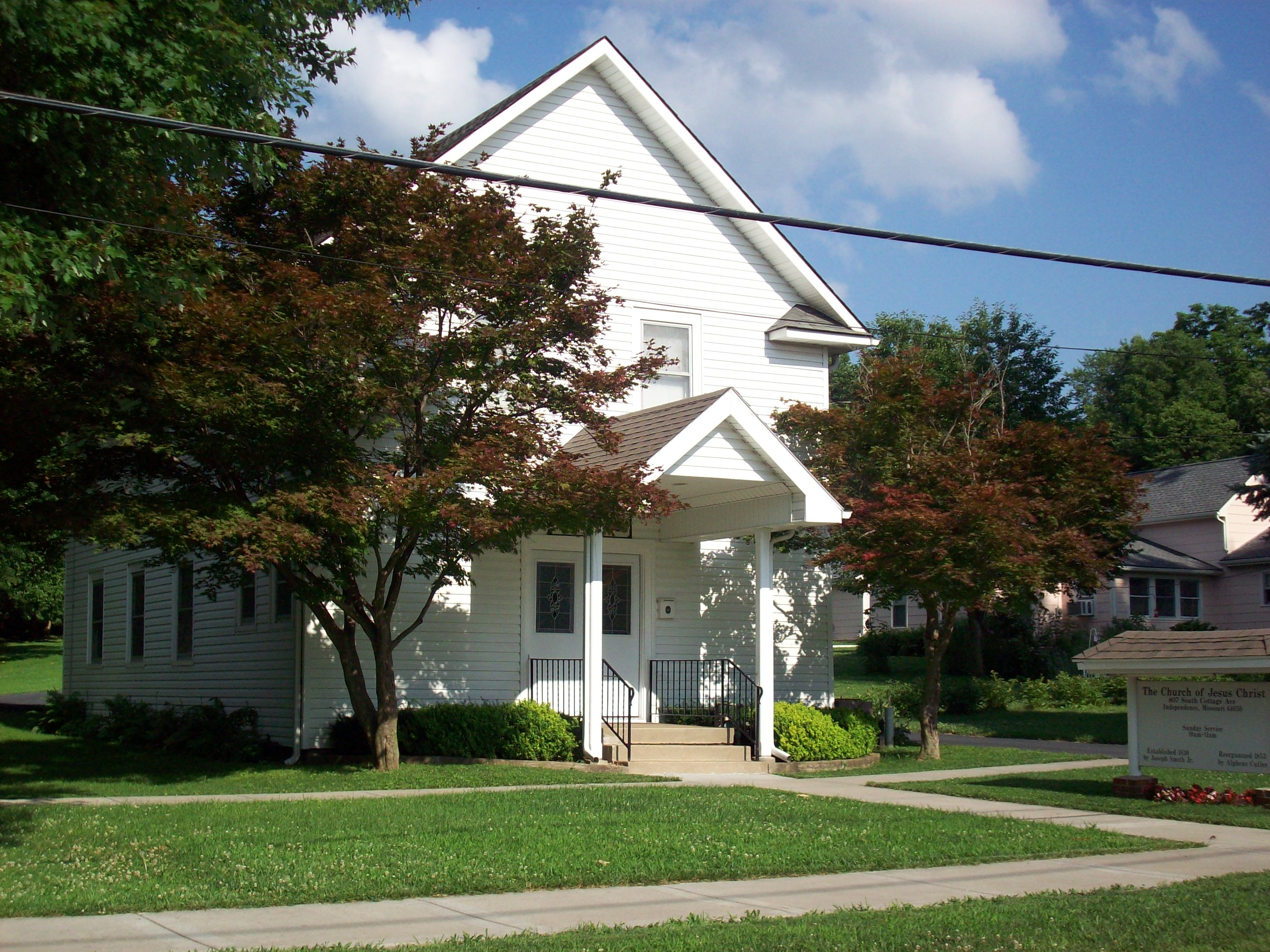

La Iglesia de Jesucristo, más conocida como los Cutleritas, es una denominación del Movimiento de los Santos de los Últimos Días (mormonismo) cuya sede se encuentra en Independence, Misuri, Estados Unidos. Los miembros de la iglesia son conocidos informalmente como "cutleritas" por Alpheus Cutler, del Consejo Superior de Nauvoo. (Véase Doctrina y Convenios 124:132). Actualmente, la iglesia consta de una rama activa muy pequeña.

## Historia
Alpheus Cutler fue uno de los primeros líderes SUD, contemporáneo de Joseph Smith Jr.. Era el encargado de la construcción del templo de la iglesia en Nauvoo, Illinois y era miembro del secreto Quorum de los Cincuenta. Antes de la muerte de Smith en 1844, se encargó a Cutler que fuera a una misión evangelizadora especial a los "Lamanitas" (como eran llamados los nativos americanos por los mormones). Cuando Brigham Young invitó a Culter a emigrar a la recién fundada Salt Lake City, Cutler declinó al final su misión lamanita.
Él y un grupo de fieles seguidores fundaron su propia colonia en Manti, Iowa. El 19 de septiembre de 1853, Cutler reorganizó su propia denominación mormona la cual llamó "La Verdadera Iglesia de Jesucristo", la cual fue renombrada más tarde como "La Iglesia de Jesucristo".
En la década de 1860, misioneros de la Comunidad de Cristo visitaron Manti. Muchos cutleritas se convirtieron y creyeron que Joseph Smith III era el verdadero sucesor de su padre y se unieron a la Iglesia Reorganizada de Jesucristo de los Santos de los Últimos Días. Un poco antes de la muerte de Cutler el 10 de agosto de 1864, miembros de la iglesia que aún le eran fieles se reubicaron en Clitherall, Minnesota en respuesta a una visión.
Misioneros de la Comunidad de Cristo siguieron a los cutleritas a Minnesota y de nuevo convirtieron a muchos de entre sus filas. Al final, en 1928, una porción del grupo se movió a la ciudad de Independence donde construyeron su actual base.

## Doctrinas
La iglesia cutlerita conserva una ceremonia de investidura del período de Nauvoo, practica la Orden Unida de Enoc y no acepta la poligamia.